# Agamodon
Agamodon – rodzaj amfisben z rodziny Trogonophidae.

## Zasięg występowania
Rodzaj obejmuje gatunki występujące w Somalii i Jemenie. 

## Systematyka

### Etymologia
Agamodon: rodzaj Agama Daudin, 1802; gr. οδους odous, οδοντος odontos „ząb”. 

### Podział systematyczny
Do rodzaju należą następujące gatunki: 
- Agamodon anguliceps Peters, 1882
- Agamodon arabicus Anderson, 1901
- Agamodon compressus Mocquard, 1888